# Parc national de la rivière Fitzgerald
Le parc national de la rivière Fitzgerald (en anglais : Fitzgerald River National Park) est un parc national australien situé en Australie-Occidentale, à 419 km de Perth, dans le comté de Ravensthorpe et le comté de Jerramungup. Il comprend les monts Barren et la chaîne d'Eyre, ainsi que la Fitzgerald River, d'après laquelle il est nommé. D'une superficie de 329 882 ha, il compte 62 espèces de plantes uniques, dont 48 sont très rares ailleurs.
Le parc est reconnu réserve de biosphère par l'UNESCO en 1978. Le parc reçoit 40 000 visiteurs en 2008, le gouvernement de l'État lui allouant 20 millions de dollars australiens dans le cadre d'un plan de développement du site. Ce plan prévoit la réfection de 80 km de voie routière et la création d'un chemin de randonnée entre la baie de Bremer et Hopetoun, ainsi qu'une amélioration des installations de loisir déjà présentes.

## Galerie

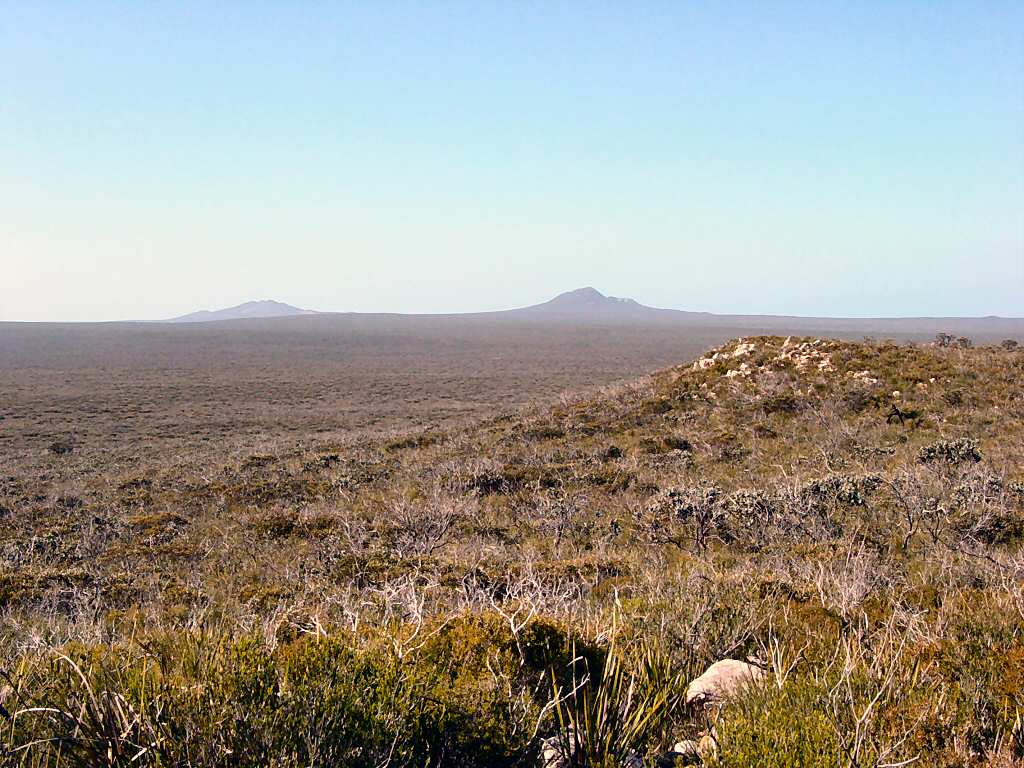
Barren Mountain Range.
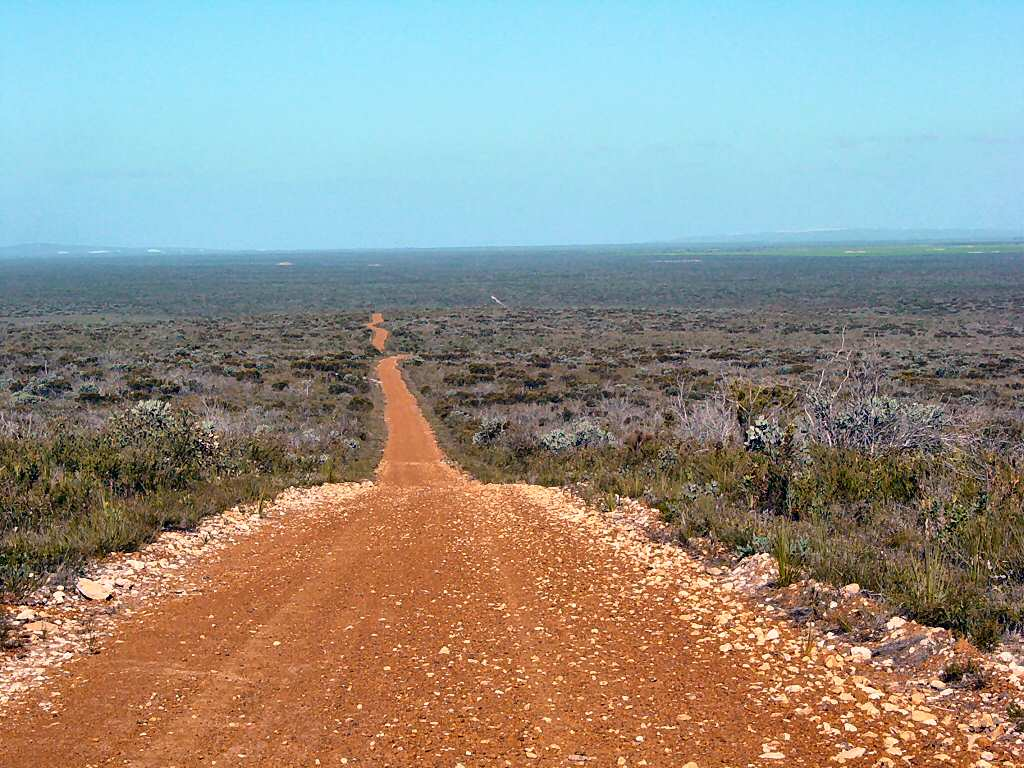
Vue au sud vers la côte.
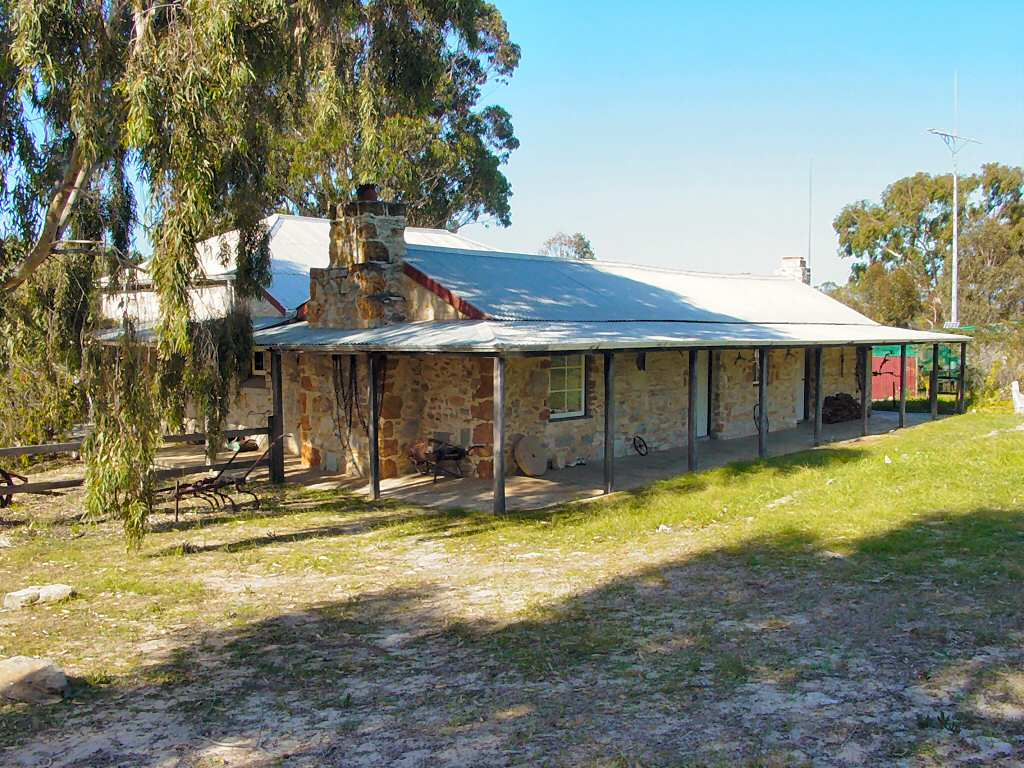
Quaalup Homestead.
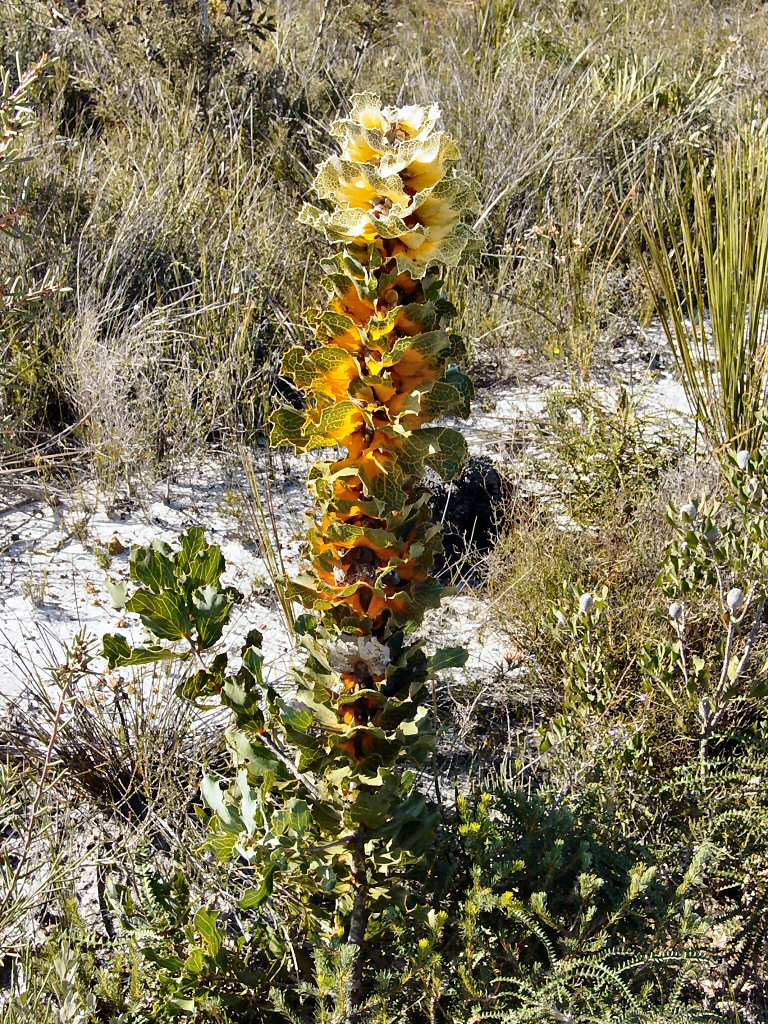
Hakea victoria.
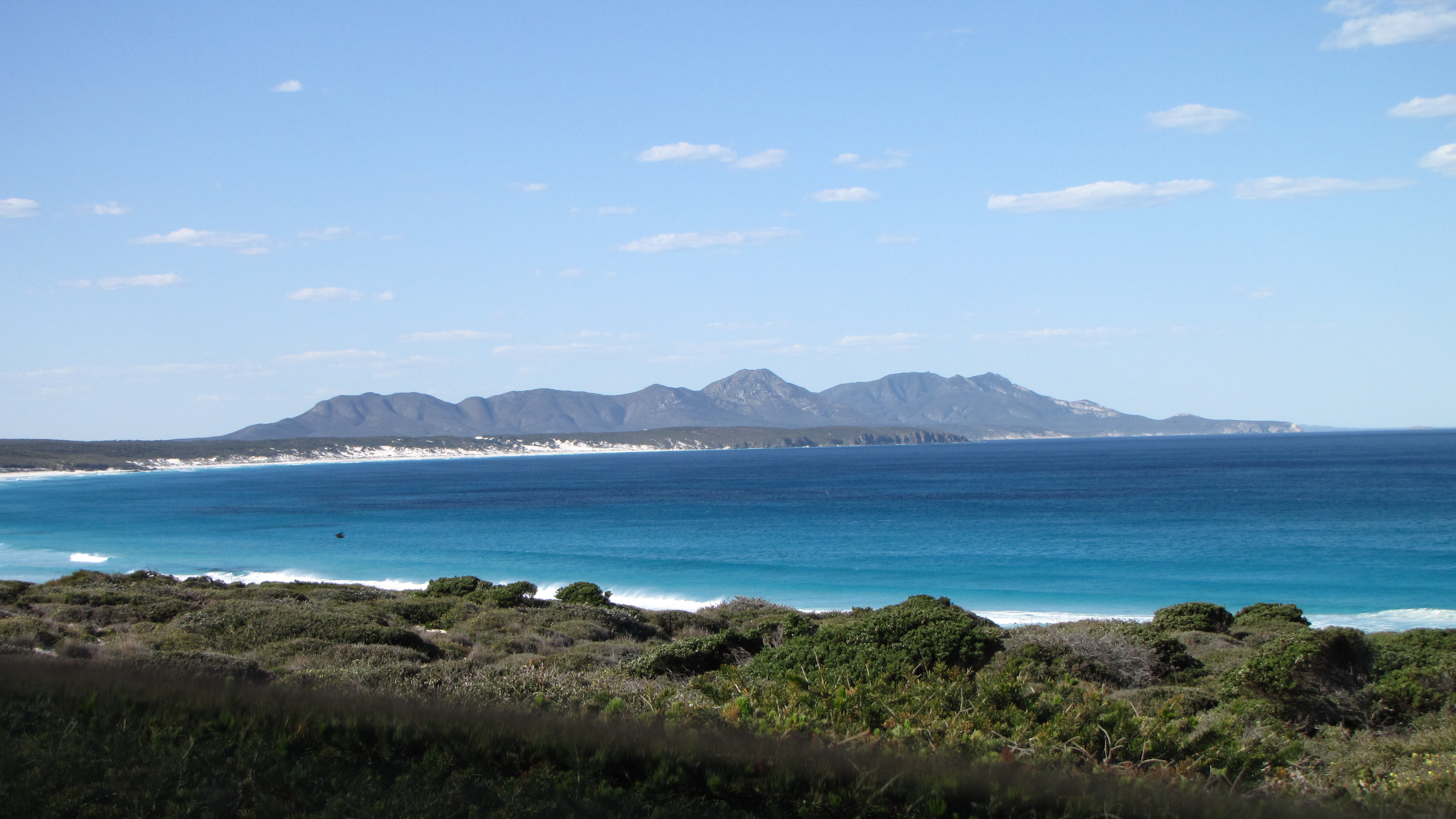
Vue du parc depuis Point Ann.